# Guido Banti
Guido Banti (Montebicchieri, 1852 – Firenze, 1925) è stato un patologo italiano.

## Biografia
Dal 1883 fu primario all'Ospedale di Santa Maria Nuova a Firenze e dal 1895 insegnante di anatomia all'università di Firenze, come titolare dell'Istituto di Anatomia Patologica. A lui dobbiamo la prima descrizione della malattia di Banti (che verrà poi studiata a fondo da Ferdinando Micheli) ed una serie di studi eziologici, come Endocarditi e nefriti (1895), Patologia polmonare (1902) e l'incompiuto trattato di Anatomia patologica (1907-1911).
Banti ebbe modo anche di occuparsi di medicina sociale e igiene pubblica, con studi su epidemie di febbre tifoidea e altre infezioni.
Sua figlia, Luisa Banti, divenne una conosciuta archeologa. Morì nel 1925 a Firenze e oggi le sue spoglie si trovano nella Certosa di Reggello vicino a Firenze.